# صلاة المسافر
صلاة المسافر في الإسلام: هي الصَّلاة التي تُؤدَّى في السَّفر على صفةٍ خاصَّةٍ، وصلاة المسافر في الفقه الإسلامي هي أحد صفات صلاة أهل الأعذار، والـمسافر من أهل الأعذار، لهذا شرع الإسلام للمسلم أداء الصلاة على صفةٍ خاصةٍ، وذلك بقصر الصلاة الرباعية من أربع ركعات إلى ركعتين، والجمع بين الظهر والعصر، وبين المغرب والعشاء في وقتٍ واحدٍ.

## تعريف المسافر وأحكامه
يقصد بالسَّفر: هو خروج الإنسان من وطنه يقصد مكانًا أخر يبعد عنه مسافة أكثر من أربعة برد، أو مسافة السير العادي يوم وليلة للإبل والمشاة وهي: ما تعادل على وجه التقريب ثلاثة وثمانين كيلومترًا، لأن هذه المسافة تعتبر سفرًا عرفًا بخلاف ما دونها عند جمهور أهل العلم، ويرى الجمهور أيضًا أنه يشرع للمسافر القصر والجمع إذا باشر السفر وأن تكون نيته الإقامة أربعة أيام أو أقل وأن يكون خروجه سفر طاعة كحج أو عمرة أو صلة رحم، أو سفرًا مباحًا كطلب الرزق، وتبدأ رخصته بخروجه من عامِرِ بلده، أَما إن لم ينوي الإقامة ولا يعلم متى يرتحل فله القصر والجمع حتى يُجمع على إقامة أكثر من أربعة أيام أو يرجع إلى وطنه.
ويشرع للمسافر أيضًا من رخص السفر:
- الفطر في رمضان ويقضيه عدة من أيام أخر.
- المسح على الخفين ثلاثة أيام بلياليها ابتداء من أول مسح.
- سقوط راتبة الظهر والمغرب والعشاء عنه أما راتبة الفجر وبقية النوافل فإنها باقية على مشروعيتها واستحبابها.[3]
- عدم وُجُوب الجمعة ولا الجماعة على المسافر[4]

## تعريف القصر وأحكامه
القصر في السفر سنة مؤكدة في حال الأمن أو الخوف، وهو قصر الصلاة الرباعية (الظهر والعصر والعشاء) إلى ركعتين، ولا يجوز إلا في السفر فقط، أما المغرب والفجر فلا تُقصران أبداً وأدلة جواز القصر من الكتاب قوله تعالى: ﴿وَإِذَا ضَرَبْتُمْ فِي الْأَرْضِ فَلَيْسَ عَلَيْكُمْ جُنَاحٌ أَنْ تَقْصُرُوا مِنَ الصَّلَاةِ إِنْ خِفْتُمْ أَنْ يَفْتِنَكُمُ الَّذِينَ كَفَرُوا إِنَّ الْكَافِرِينَ كَانُوا لَكُمْ عَدُوًّا مُبِينًا ۝١٠١﴾ [النساء:101] ومن السنة جاء في صحيح البخاري عن عبد الله بن عمر  أنه قال: «صَحِبْتُ رَسولَ اللَّهِ صَلَّى اللهُ عليه وسلَّمَ فَكانَ لا يَزِيدُ في السَّفَرِ علَى رَكْعَتَيْنِ، وأَبَا بَكْرٍ، وعُمَرَ، وعُثْمَانَ كَذلكَ رَضِيَ اللَّهُ عنْهمْ»، والسنة في حقِّ المسافر القصر إذا صلى مُنفردًا أو صلى إمامًا، أما إذا صلى خلف مُقيم فيجب عليه أن يُتِمّ صلاته، لِعموم قول النبي ﷺ: «إنَّما جُعِلَ الإمَامُ لِيُؤْتَمَّ به، فلا تَخْتَلِفُوا عليه،...»،
«يجوز للمسافر أن يكون إماماً للمقيمين، وإذا سلم يقوم المقيمون فيتمون الصلاة بعده، ولكن ينبغي للمسافر الذي أمَّ المقيمين أن يخبرهم قبل أن يصلي فيقول لهم إنا مسافرون فإذا سلمنا فأتموا صلاتكم؛ لأن النبي صلى الله عليه وسلم صلى بمكة عام الفتح وقال (أتموا يأهل مكة فإنا قوم سفر) فكان يصلي بهم ركعتين وهم يتمون بعده» وهذا قول الشيخ ابن عثيمين.
أما السنن الرواتب فالسنة تركها في السفر ما عدا صلاة التهجد، وصلاة الوتر، وسنة الفجر. والنوافل المطلقة فهي مشروعة في السفر والحضر، وكذا ذوات الأسباب  كسنة الوضوء، وسنة الطواف، وتحية المسجد، وصلاة الضحى ونحوها.

## تعريف الجمع وأحكامه
الجمع هو أن يجمع المصلي بين صلاتي الظهر والعصر إما تقديمًا في وقت الظهر، بأن يصليهما في وقت الظهر قبل حلول وقت العصر، أو يجمع بينهما تأخيرًا، بأن يؤخر صلاة الظهر حتى يخرج وقتها، ويصليها مع صلاة العصر في وقت العصر، والأمر مثله ينطبق على صلاتي المغرب والعشاء، فيجمع بينهما تقديمًا وتأخيرًا. أما صلاة الصبح فإنه لا يصح فيها الجمع على أي حال.
- كيفية الجمع: تؤدى كل صلاة منفصلة عن الأخرى، يؤذن المصلي ثم يقيم ويصلي الأولى، ثم يقيم ويصلي الثانية.
- جواز الجمع: لا يجوز للمكلف أن يؤخر فرضًا عن وقته أو يقدمه بدون سبب من الأسباب والجواز في الجمع يكون عند وجود المشقة دفعًا للحرج، يجوز الجمع في الحضر بين الظهر والعصر، أو بين المغرب والعشاء للمريض إن لحقه مشقة، وللمستحاضة، ومن به سلس بول، وفي الليلة المطيرة، أو الباردة، أو وحل، أو ريح شديدة باردة، ومن خاف على نفسه، أو أهله، أو ماله، ونحو ذلك.[10]

ويُسن للمسافر الجمع بين الظهر والعصر، وبين المغرب والعشاء، في وقت إحداهما مرتبًا، أو في الوقت الذي بينهما، فإن كان نازلًا فعل الأرفق به، وإن كان سائرًا فالسنة إذا غابت الشمس قبل أن يرتحل أن يجمع بين المغرب والعشاء تقديمًا، وإن ارتحل قبل أن تغيب الشمس أخَّر المغرب إلى العشاء وجمع بينهما تأخيرًا، وإذا زالت الشمس قبل أن يركب جمع بين الظهر والعصر تقديمًا، وإن ركب قبل أن تزول الشمس أخر الظهر إلى العصر وجمع بينهما تأخيرًا.
وفي جمع التقديم الذي يقدم فيه المصلي صلاة العصر فيصليها في وقت الظهر أو يقدم صلاة العشاء فيصليها وقت المغرب ففي هذا الجمع خلاف بين بعض الأئمة والأصح الجواز فيجوز الجمع تقديمًا وتأخيرًا إن دعت الحاجة إليه.

## مسائل في صلاة المسافر
- لا تسقط صلاة الجماعة عن المسافر إن كان في بلد غير بلده ويجب عليه أن يحضر الجماعة في المسجد إذا سمع النداء إلا أن يكون بعيدًا أو يخاف فوت رفقته.
- في حال إقامة الاستيطان بحيث ينتقل عن بلده الأصلي انتقالًا كاملًا فحكم هذا حكم المستوطنين الأصليين في كل شيء لا يترخص رخص السفر في هذا البلد الذي انتقل إليه بل يترخص إذا سافر منه ولو إلى بلده الأصلي.
- إذا حان وقت الفريضة والمصلي في طريق السفر فإن اتسع الوقت بحيث يمكنه أن يصلي بعد وصوله صلاة تامة يستقبل فيه القبلة ويركع ويسجد ويقوم ويقعد فهذا أفضل وإلا فيشرع له أن يجمع الصلاة إلى ما بعدها جمع تأخير
- إذا كانت وسيلة النقل لا تقف أو تصل إلا بعد خروج وقت الصلاة الثانية فيصلي الصلاتين حينئذٍ على حسب استطاعته فيستقبل القبلة ويصلي قائمًا ويركع إن استطاع وإلا فيومئ بالركوع وهو قائم ثم يسجد إن استطاع وإلا فيومئ بالسجود جالسًا.
- صلاة النافلة يجوز أن يصليها قاعدًا ويومئ بالركوع والسجود ويجعل السجود أخفض.
- إذا أتم المسافر الصلاة ناسيًا فإن صلاته صحيحة ولكن يسجد للسهو لأنه زاد زيادة غير مشروعة ناسيًا فإن المشروع في حق المسافر أن يقتصر على ركعتين إما وجوبًا على مذهب أبي حنفية وأهل الظاهر وإما استحبابًا على مذهب أكثر أهل العلم.[3]